# Îmbătrânire

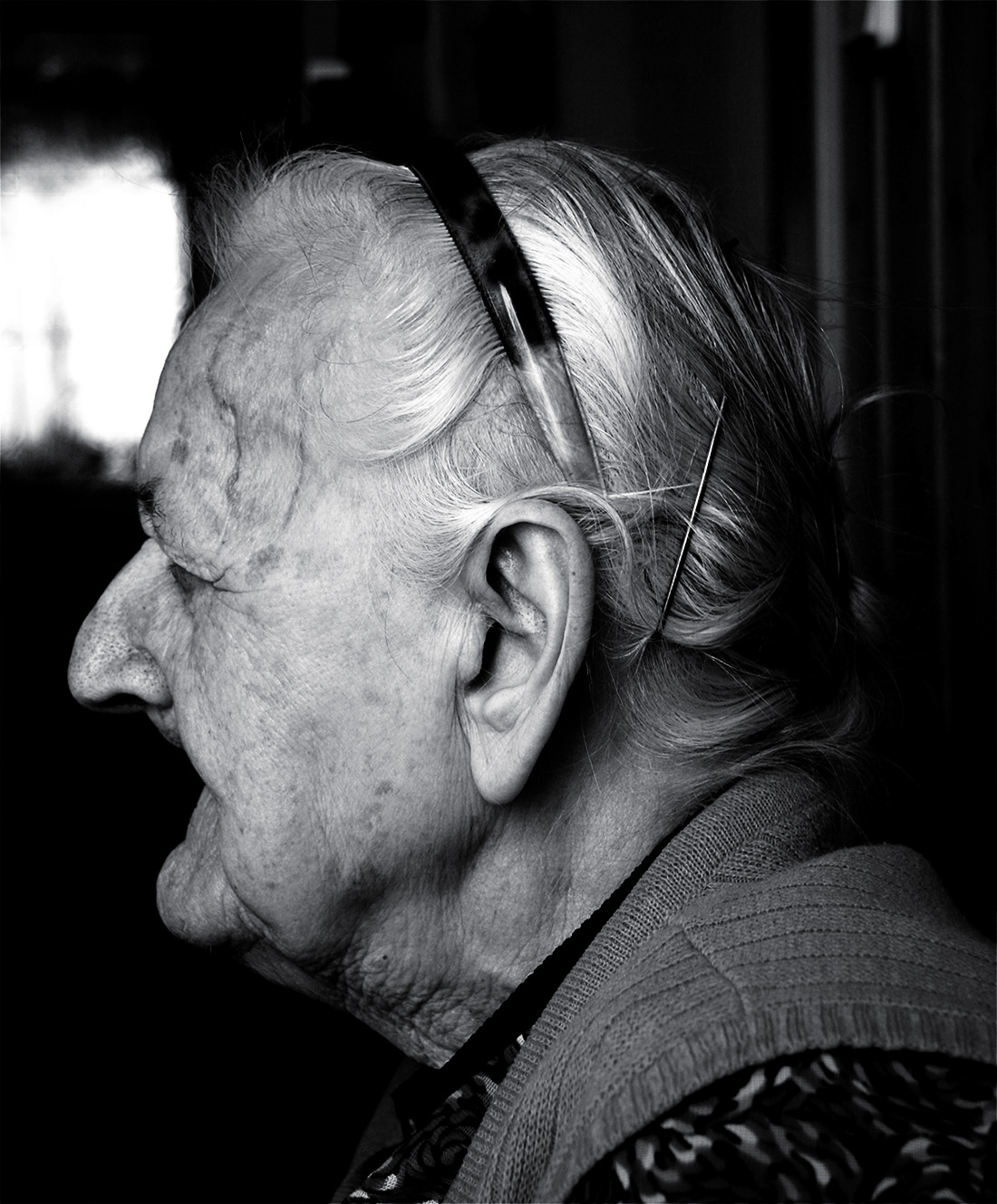
Față umană arătând semnele îmbătrânirii

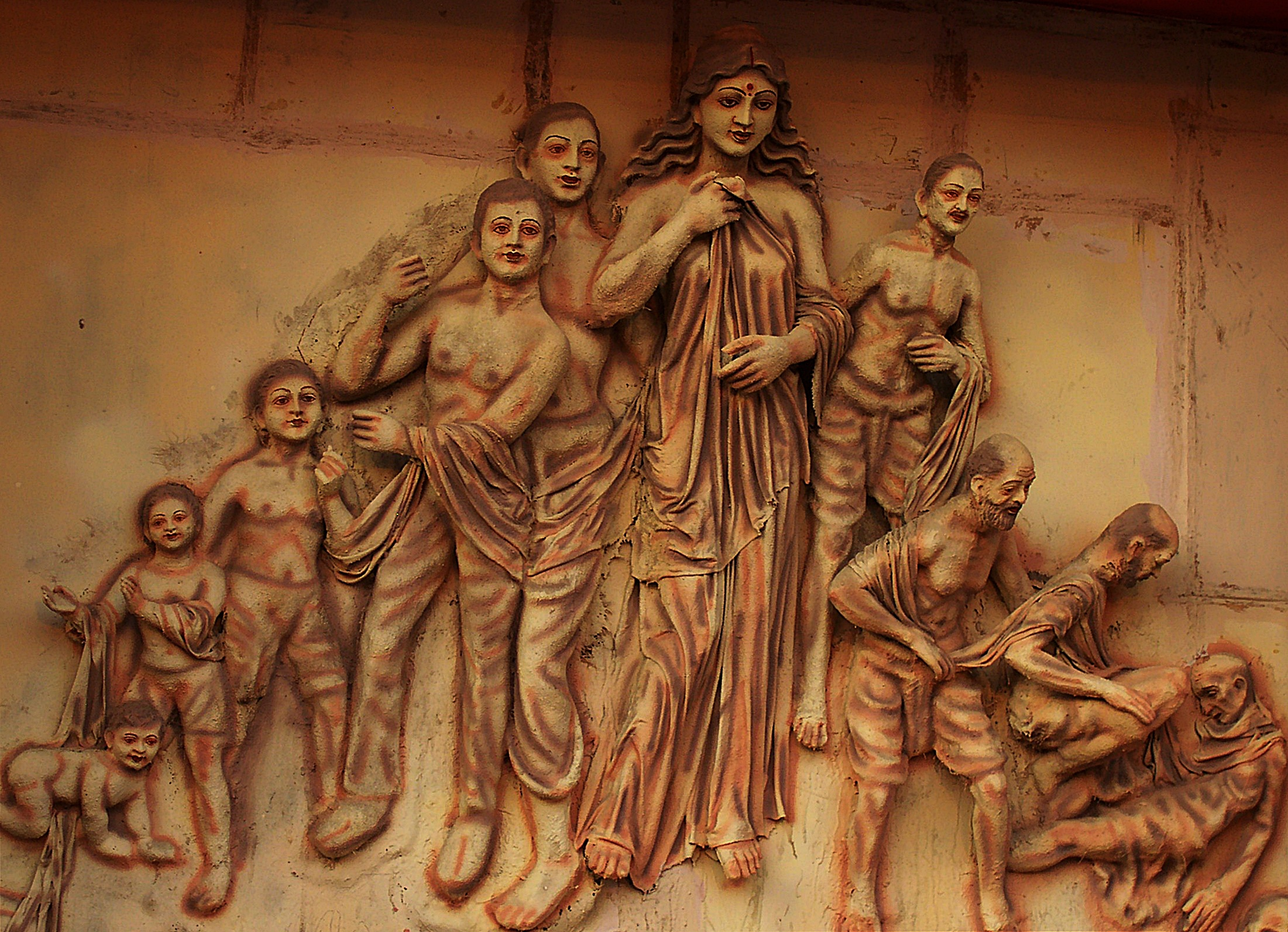
Îmbătrânirea umană (reprezentare artistică)

Îmbătrânirea poate fi considerată ca o polidistrofie cronică evolutivă a perioadei de viață consecutive maturizarii reproductive și somatice. Îmbătrânirea este asociată progresiv cu boli cronice a căror acutizare duce organismul -în cele din urmă- la dispariție (moarte). Îmbătrânirea este urmată de moarte.

## Biologie
Unul dintre factorii-cheie asociați cu îmbătrânirea este lungimea telomerelor.
Telomerele sunt elemente ale ADN-ului care se găsesc la capetele cromozomilor, protejându-i de leziuni.
Telomere mai scurte sunt asociate cu îmbătrânirea mai rapidă.
Un studiu mai vechi, ce a adus cercetătorilor Premiul Nobel pentru Medicină în 2009, a arătat că telomerele pot fi menținute prin activitatea unei enzime denumite telomerază.

## Sistemele vii și cele nevii
Îmbătrânirea și moartea organismelor vii prezintă câteva elemente comune cu îmbătrânirea și dispariția sistemelor nevii, dar și unele particularități specifice:
- organismele vii, la fel ca și obiectele fără viață, sunt supuse legii universale a indisolubilei legături între început și sfârșit a caracterului temporar al tuturor formelor de existență a materiei
- îmbătrânirea sistemelor nevii constă doar în modificări și deteriorări datorate factorilor de mediu, uzurii
- îmbătrânirea sistemelor vii nu provine doar din uzură și deteriorări exogene, ci și datorită epuizării în timp a capacității de reglare și de compensare a factorilor de uzură.

Prin urmare sistemele vii, pot subzista doar prin autoreproductibilitate (proprietate esențială a ființelor vii), în timp ce sistemele nevii sunt generate și regenerate de forțe externe sau de proprietățile intrinsece altele decât autoreproductibilitatea.

## Teorii privind îmbătrânirea

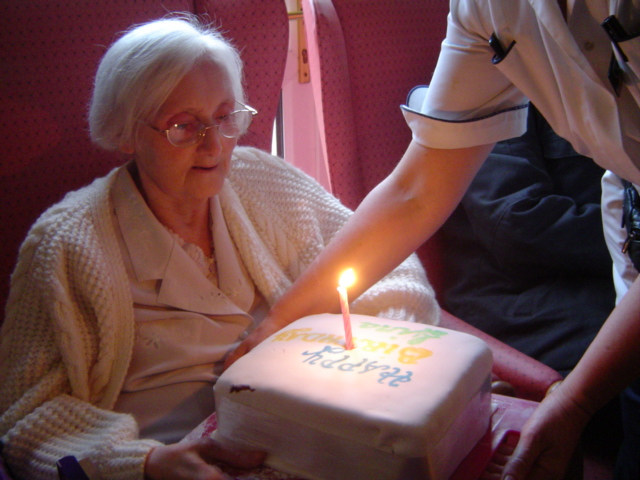
Teorii privind îmbătrânirea

Problema îmbătrânirii a preocupat nu numai pe biologi, dar și pe filozofi, care au dezbătut mai multe probleme filozofice mai largi, de exemplu cele privind începutul și sfârșitul tuturor formelor de existență ale materiei (vii sau nevii). Au fost emise mai multe teorii și ipoteze privind cauzele îmbătrânirii.

### Teoria entropiei
Adepții acestei teorii (printre care și Gheorghe Marinescu) consideră că îmbătrânirea și produsul ei final, moartea, sunt o expresie a evoluției entropice ale sistemelor, prin urmare energia și armonia structurală a viului sub impactul tendințelor de egalizare și dezorganizatoare, proprii entropiei universale, ar sărăci progresiv din punct de vedere energetic și s-ar dezorganiza conform principiului al doilea al termodinamicii. Constantin Ion Parhon considera că nu este adevărată această teorie a îmbătrânirii, el spunea că principiul entropic al unui sistem ce pornește de la un potențial energetic care se pierde regresiv, dar care nu se mai poate reface deoarece acest sistem este deschis spre export de energie, dar nu și spre import (exemplu: sistemele stelare).
Organismele vii supraviețuiesc deoarece sunt sisteme bilaterale deschise (export-import) lucru ce le permite o regenerare permanentă a substanței și energiei (negentropie), împiedicându-se astfel degradarea entropică a sistemului. Erwin Schrödinger declara că ființele vii se hrănesc cu antientropie.
Așadar, după cum Albert Einstein spunea a trăi înseamnă a muri, viața unei ființe vii implică posibilitatea sa de regenerare, adică moartea unei structuri interne și apariția altora necesare menținerii vieții și integrității sale. Moartea unei ființe vii este deci pierderea acestei capacități de compensare a distrucțiilor provocate de trecerea timpului, îmbătrânire și boală la o limită incompatibilă cu viața.

### Teoria energetică a lui Strehler
Gerontologul B. I. Strehler credea că organismele se află într-un echilibru energetic relativ, asupra căruia acționează încontinuu factori ce provoacă abateri ale acestei stări de echilibru, abateri care vor duce până la urmă la o stare incompatibilă cu viața. Pentru a reveni la starea de echilibru organismul trebuie să consume o energie a cărei cantitate este cu atât mai mare mai mare cu cât și abaterea de la această stare este mai mare. La îmbătrânirea organismului disponibilitățile energetice de restaurare a echilibrului scad ceea ce duce în cele din urmă la moarte.

### Teoria legăturilor încrucișate
Biochimistul Björkstén a expus o teorie despre „inertizarea” reactivității macromoleculare, prin apariția progresivă a unor legături încrucișate (engleză cross-link) care micșorează foarte mult reactivitatea chimică a diverse macromolecule (exemplu nucleoprotidele) sau alte edificii macromoleculare importante biologic (exemplu proteina colagen).

### Teoria oxidoreducerilor
Fenomenele oxidative și cele reducătoare au fost și ele incriminate că fiind cauza îmbătrânirii.
Henri Laborit a prezentat o teorie în acest sens conform căreia în raportul dintre cele două reacții chimice ale organismului (asimilator - anabolizant, acumulator - reacția reducătoare și dezasimilator - catabolizant, consumator - oxidarea) intervine un dezechilibru în favoarea celei de a doua reacții, a oxidării; totodată ar avea loc o deteriorare a membranei celulare ce devine mai puțin permeabilă, deteriorare datorată tot proceselor oxidante, prin urmare scad implicit și schimburile metabolice în ambele direcții dintre celulă și mediul său. Datorită acestei idei, în geriatrie se administrează unele substanțe (exemplu vitamina E) cu rol de protectori antioxidanți.

### Teoria radicalilor liberi
Asemănătoare cu teoria legăturilor încrucișate, această teorie presupune că radicalii liberi ar produce o blocare, o inertizare a substanțelor recreative dintr-un organism viu, acțiune însoțită de deficiențe importante în procesele biochimice ducând la îmbătrânirea organismului.

### Coloizii și îmbătrânirea
Gheorghe Marinescu a publicat o lucrare înainte de primul război mondial privind aspectele chimicocoloidale ale bătrâneții. Au fost cercetate modificările pe care le suferă coloizii proteici în timpul înaintării în vârstă, producându-se anumite degradări ale coloizilor (deshidratarea, modificări ale potențialului electrostatic, aglomerarea și precipitarea lor) ceea ce în plan biologic înseamnă devitalizarea citoplasmei.

### Teoria îmbătrânirii prin intoxicare intestinală
Teoria a fost prezentată de savantul rus Ilia Ilici Mecinikov, cel care a introdus termenul de gerontologie. În lucrarea sa Études sur la nature de l'homme, el consideră că putrefacțiile din intestin au un rol important în determinarea procesului de îmbătrânire, ducând la o auto-intoxicare a organismului.
S-a constatat că populațiile ce au un regim alimentar bogat în lactate (mai ales lapte bătut și iaurt) au o longevitate mai mare. Dar teoria nu explică de ce îmbătrânesc animalele hrănite în laborator cu hrană sterilă. Totuși fenomenele microbiene intestinale au un rol asupra îmbătrânirii organismelor vii.

### Teoria lizozomală
Teoria lizozomală se înscrie în sfera citologiei. Lizozomii sunt componente celulare, organite ce conțin factori enzimatici cu rol de scindare, de distrucție a unor compuși moleculari. În mod normal ei asigură formarea unor compuși necesari biochimiei celulare. În unele condiții (moarte celulară, alte stări patologice, îmbătrânire celulară) enzimele lizozomilor atacă și distrug structurile celulare (autoliză). Nu se poate preciza dacă această autoliză de origine lizozomală este o cauză sau un efect al îmbătrânirii și care sunt exact condițiile producerii ei.

### Teoriile endocrinologice
Primul semn al îmbătrânirii generale a organismului este îmbătrânirea glandelor endocrine sexuale. Cum sensul biologic al existenței este reproducerea, viața organismelor pare să fie programată doar pentru acest scop. Dezvoltarea și regenerarea permanentă a organismului are loc atâta timp cât sensul biologic al vieții poate fi realizat. Un argument al acestei teorii este durata mai mare de viață de după maturarea reproductivă a ființelor vii care continuă să fie fertile mai mult timp comparativ cu cele la care reproducerea este efemeră sau unică. Această teorie nu poate determina care este cauza-cauzelor: ce anume duce la îmbătrânirea glandelor endocrine sexuale.

### Teoria uzurii
Conform acestei teorii îmbătrânirea apare datorită impactului factorilor dăunători asupra organismului, slăbindu-i rezistența la agresiunile care-i slăbesc mecanismul de adaptare. Stările patologice de uzură, mai ales cele cronice, sunt considerate a fi factorii de accelerare a îmbătrânirii, echivalenți cu factorii nocivi ai mediului. Uzura intervine însă și doar prin simplu fapt al trăirii, prin urmare îmbătrânirea apare chiar și în condiții optimale vieții, doar că mai târziu.
Teoria nu explică de ce organismul nu începe să îmbătrânească de la naștere, adică din momentul începerii uzurii, ci abia din momentul în care raportul uzură/regenerare devine supraunitar (uzura mai mare ca regenerarea).